# Yamada Arinobu
Yamada Arinobu (山田 有信?; 1544 – 15 giugno 1609) è stato un samurai giapponese del periodo Sengoku, servitore del clan Shimazu.

## Biografia
Figlio di Yamada Arinori, Arinobu servì prima Shimazu Takahisa e poi Shimazu Yoshihisa. Nel 1568 venne nominato Karō per i suoi servizi.
Era conosciuto come un abile comandante in battaglia. Nel 1578, Ōtomo Yoshishige attaccò gli Shimazu e Arinobu raccolse 500 soldati per difendere il terreno nei dintorni del castello di Takajo. Nella battaglia di Mimigawa che seguì, l'esercito degli Shimazu sconfisse gli Ōtomo, i quali si ritirarono con gravi perdite.
Nel 1586, quando Toyotomi Hideyoshi invase l'isola, Arinobu radunò nuovamente una manciata di truppe per prendere posizione difensiva dopo che il corpo principale dell'esercito guidato da Shimazu Yoshihisa era in ritirata. Rifiutandosi di arrendersi alle truppe Toyotomi, Arinobu si arrese solo dopo che Yoshihisa gli ordinò di farlo e offrì a Toyotomi suo figlio Yamada Arinaga come ostaggio.
Yamada morì nel 1609 e si dice che Yoshihisa pregasse davanti alla sua bara, ringraziandolo per il suo lungo servizio.